# Aridelus taiwanus
Aridelus taiwanus är en stekelart som beskrevs av Chou 1987. Aridelus taiwanus ingår i släktet Aridelus och familjen bracksteklar. Inga underarter finns listade.